# Muro Lucano
Muro Lucano község (comune) Olaszország Basilicata régiójában, Potenza megyében.

## Fekvése
A megye északnyugati részén fekszik. Határai: Balvano, Bella, Castelgrande, Colliano, Laviano, Ricigliano, San Fele és San Gregorio Magno.

## Története
Muro Lucano őse egyes történészek szerint, egy Numistro nevű település volt. A történelmi feljegyzések mellett itt csaptak össze i.e. 210-ben Hannibal és Marcus Claudius Marcellus seregei a második pun háborúban. Muro vára és katedrálisa a 9. századból századból származik, ekkor teszik a település alapításának idejét is. 1382. május 22-én a III. Károly néven királlyá koronázott durazzói herceg Muro várában megfojttatta I. Johanna nápolyi királynőt. A 19. század elején, amikor a Nápolyi Királyságban felszámolták a feudalizmust, önálló község lett.

## Népessége
A népesség számának alakulása:

## Főbb látnivalói
- a murói vár
- San Nicola-katedrális